# Danny Seraphine
Daniel Peter Seraphine, meglio noto come Danny Seraphine (Chicago, 28 agosto 1948), è un batterista statunitense.
È noto al grande pubblico per la sua militanza nella rock-band Chicago, durata dalle origini del gruppo (1967), fino al 1990. Dopo aver intrapreso la carriera solista, nel 2006 fonda i California Transit Authority, di cui è attuale membro.
Nel 2016 è stato inserito nella Rock and roll Hall of Fame in quanto membro dei Chicago.